# Motor de explosión
Un motor de explosión es un tipo de motor de combustión interna que utiliza la explosión de un combustible, encendido de manera provocada mediante una chispa, para expandir un gas que empuja un pistón, el cual está sujeto al cigüeñal por una biela, esta hace las veces de manivela y transforma el movimiento lineal del pistón en rotativo en el cigüeñal. El ciclo termodinámico utilizado es conocido como ciclo Otto. Existen motores de explosión de dos tiempos y de cuatro tiempos.
Este motor, también llamado motor de gasolina o motor Otto, es junto al motor diésel, el más utilizado hoy en día para mover vehículos autónomos de transporte de mercancías y personas.
El combustible que se usa tradicionalmente en un motor de explosión es la gasolina. Actualmente, algunos motores de explosión pueden funcionar también con etanol, gas natural comprimido, gas licuado del petróleo o hidrógeno, además de gasolina.
En países como España se utiliza más motores a gasolina para el uso de GNC (Gas Natural Comprimido), que además de ser económico, daña menos al ecosistema.
- Motor Otto de ciclo convencional
- Motor de ciclo Miller
- Motor de mezcla pobre

## Funcionamiento convencional (cuatro tiempos)
El combustible se inyecta pulverizado y mezclado con el gas (habitualmente aire u oxígeno) dentro de un cilindro. La combustión total de 1 gramo de gasolina se realizaría teóricamente con 14,7 gramos de aire, pero como es imposible realizar una mezcla perfectamente homogénea de ambos elementos, se suele introducir un 10 % más de aire del necesario (relación en peso 1/16), a veces se suele inyectar más o menos combustible, esto lo determina la sonda lambda (o sonda de oxígeno) la cual envía una señal a la ECU. Una vez dentro del cilindro, la mezcla es comprimida. Al llegar al punto de máxima compresión (punto muerto superior o PMS) se hace saltar una chispa, producida por una bujía, que genera la expansión del combustible. Los gases encerrados en el cilindro se expanden empujando un pistón que se desliza dentro del cilindro (expansión teóricamente adiabática de los gases). La energía liberada en esta explosión es transformada en movimiento lineal del pistón, el cual, a través de una biela y el cigüeñal, es convertido en movimiento giratorio. La inercia de este movimiento giratorio hace que el motor no se detenga y que el pistón vuelva a empujar el gas, expulsándolo por la válvula correspondiente, ahora abierta. Por último, el pistón retrocede de nuevo, permitiendo la entrada de una nueva mezcla de combustible.

## Historia
La gasolina, la cual se obtiene mediante la destilación fraccionada del petróleo, fue descubierta en 1857. Más adelante, en 1860, Jean Joseph Etienne Lenoir creó el primer motor de combustión interna quemando gas dentro de un cilindro. Pero habría que esperar hasta 1867 para que Nikolaus August Otto construyera el primer motor de gasolina de la historia, de cuatro tiempos, que fue la base para todos los motores posteriores de combustión interna. En 1886 Karl Benz comienza a utilizar motores de gasolina en sus primeros prototipos de automóviles.